# هارالد بيرغستروم
هارالد بيرغستروم هو رياضياتي سويدي، ولد في 1 أبريل 1908 في Mölltorp ‏ في السويد، وتوفي في 23 مايو 2001 في غوتنبرغ في السويد.